# 偏差 (気功)
偏差（へんさ）とは気功を行うことによって生じる身体不調、精神的不安定などの副作用のこと。
気のコントロールがうまくいかなくなっている状態であるとされる。正しい指導者について気功を行うことが一番の防止方法である。